# Darryl Maggs
Pour les articles homonymes, voir Maggs.
Darryl Maggs (né le 6 avril 1947 à Saskatoon dans la Saskatchewan) est un joueur professionnel de hockey sur glace.

## Carrière de joueur
Il fut repêché par les Black Hawks de Chicago au 4e tour du repêchage amateur de la LNH 1969, 48e au total. Il joua dans la Ligue nationale de hockey au poste de défenseur pour les Black Hawks, les Golden Seals de la Californie et les Maple Leafs de Toronto, de même que dans l'Association mondiale de hockey pour les Cougars de Chicago, les Spurs de Denver/Civics d'Ottawa, les Racers d'Indianapolis et les Stingers de Cincinnati.

## Statistiques
| Saison     | Équipe                        | Ligue      |     | Saison régulière | Saison régulière | Saison régulière | Saison régulière | Saison régulière |    | Séries éliminatoires | Séries éliminatoires | Séries éliminatoires | Séries éliminatoires | Séries éliminatoires |
| Saison     | Équipe                        | Ligue      | PJ  | B                | A                | Pts              | Pun              | PJ               | B  | A                    | Pts                  | Pun                  |                      |                      |
| 1970-1971  | Black Hawks de Dallas         | CHL        | 71  | 14               | 36               | 50               | 144              | 10               | 5  | 1                    | 6                    | 23                   |                      |                      |
| 1971-1972  | Black Hawks de Chicago        | LNH        | 59  | 7                | 4                | 11               | 4                | 4                | 0  | 0                    | 0                    | 0                    |                      |                      |
| 1972-1973  | Black Hawks de Chicago        | LNH        | 17  | 0                | 0                | 0                | 4                | --               | -- | --                   | --                   | --                   |                      |                      |
| 1972-1973  | Golden Seals de la Californie | LNH        | 54  | 7                | 15               | 22               | 46               | --               | -- | --                   | --                   | --                   |                      |                      |
| 1973-1974  | Cougars de Chicago            | WHA        | 78  | 8                | 22               | 30               | 148              | 18               | 3  | 5                    | 8                    | 71                   |                      |                      |
| 1974-1975  | Cougars de Chicago            | WHA        | 77  | 6                | 27               | 33               | 137              | --               | -- | --                   | --                   | --                   |                      |                      |
| 1975-1976  | Racers d'Indianapolis         | WHA        | 36  | 5                | 16               | 21               | 40               | 7                | 1  | 0                    | 1                    | 20                   |                      |                      |
| 1975-1976  | Denver Spurs/Ottawa Civics    | WHA        | 41  | 4                | 23               | 27               | 42               | --               | -- | --                   | --                   | --                   |                      |                      |
| 1976-1977  | Racers d'Indianapolis         | WHA        | 81  | 16               | 55               | 71               | 114              | 9                | 1  | 4                    | 5                    | 4                    |                      |                      |
| 1977-1978  | Cincinnati Stingers           | WHA        | 11  | 2                | 5                | 7                | 7                | --               | -- | --                   | --                   | --                   |                      |                      |
| 1977-1978  | Racers d'Indianapolis         | WHA        | 51  | 6                | 15               | 21               | 30               | --               | -- | --                   | --                   | --                   |                      |                      |
| 1978-1979  | Cincinnati Stingers           | WHA        | 27  | 4                | 14               | 18               | 22               | --               | -- | --                   | --                   | --                   |                      |                      |
| 1979-1980  | Maple Leafs de Toronto        | LNH        | 5   | 0                | 0                | 0                | 0                | --               | -- | --                   | --                   | --                   |                      |                      |
| Totaux LNH | Totaux LNH                    | Totaux LNH | 135 | 14               | 19               | 33               | 54               | 4                | 0  | 0                    | 0                    | 0                    |                      |                      |